# 疏花蛇菰
疏花蛇菰（学名：Balanophora laxiflora）是蛇菰科蛇菰属的植物。分布在中国大陆的广西、湖北、云南、广东、福建、四川等地，生长于海拔660米至1,700米的地区，常生于密林中，雌雄异株，味甘、苦，入药可治病，目前尚未由人工引种栽培。